# Zakarpattia (tỉnh)
Tỉnh Zakarpatsk hay Zakarpattia (tiếng Ukraina: Закарпатська область) là một tỉnh (oblast) nằm ở phía tây nam của Ukraina. Tỉnh có cùng ranh giới với khu vực lịch sử Karpat Ruthenia và có đường biên giới với tỉnh Podkarpackie của Ba Lan, các vùng Prešov và Košice của Slovakia, vùng Szabolcs-Szatmár-Bereg của Hungary và vùng Nord-Vest của România. Trung tâm hành chính của tỉnh là thành phố Uzhhorod. Các thành phố lớn khác trong tỉnh này bao gồm Mukachevo, Khust, Berehove và Chop, nơi có cơ sở hạ tầng giao thông đường sắt.
Zakarpattia Oblast được thành lập vào ngày 22 tháng 1 năm 1946, sau khi Tiệp Khắc từ bỏ lãnh thổ của Karpat Ruthenia (tiếng Séc: Podkarpatská Rus), bị Liên Xô cưỡng chế và nhập vào Cộng hòa xã hội chủ nghĩa Xô viết Ukraina, theo hiệp ước giữa Ukraina và Cộng hòa Xô viết Liên Xô. Trong cuộc trưng cầu dân ý về độc lập của Ukraina được tổ chức vào năm 1991, các cử tri của tỉnh Zakarpattia đã được đưa ra một lựa chọn riêng về việc họ có ủng hộ quyền tự trị cho khu vực hay không. Mặc dù phần lớn ủng hộ quyền tự chủ, nhưng đã không được cấp. Tuy nhiên, cuộc trưng cầu dân ý này là về tình trạng tự quản, không phải về quyền tự chủ (như ở Crimea).
Nằm ở dãy núi Karpat phía tây Ukraina, Zakarpattia là bộ phận hành chính duy nhất của Ukraina giáp với bốn quốc gia: Ba Lan, Slovakia, Hungary và Romania. Dãy núi Carpathian (Karpat) đóng một phần quan trọng trong nền kinh tế của vùng đất này, khiến khu vực này trở thành điểm đến du lịch quan trọng với nhiều khu nghỉ dưỡng trượt tuyết và spa.
Với gần 13.000 km² (5.000 dặm vuông), khu vực này được xếp hạng thứ 23 theo khu vực và thứ 15 theo dân số theo Điều tra dân số năm 2001 của Ukraina, dân số của tỉnh Zakarpattia là 1.254.614. Tổng số này bao gồm những người thuộc nhiều dân tộc khác nhau, trong đó người Hungary, người România và người Rusyn là những người thiểu số đáng kể ở một số thành phố của tỉnh, trong khi ở những nơi khác, họ chiếm đa số dân số (như trường hợp của Berehove nơi người Hungary chiếm 76,1% dân số).

## Hành chính

### Raion
Có 13 raion (huyện) trong tỉnh:
1. Berehove (huyện) (dân số 54.062) không tính thành phố Berehove
2. Irshava (huyện) (100.905)
3. Khust (huyện) (96.960) không tính thành phố Khust
4. Mizhhirya (huyện) (49.890)
5. Mukachevo (huyện) (101.443) không tính thành phố Mukacheve
6. Perechyn (huyện) (32.026)
7. Rakhiv (huyện) (90.945)
8. Svaliava (huyện) (54.869)
9. Tiachiv (huyện) (171.850)
10. Uzhhorodskyi (huyện) (74.399) không tính  Uzhhorod và Chop
11. Velykyy Bereznyi (huyện) (28.211)
12. Volovets (huyện) (25.474)
13. Vynohradiv (huyện) (117.957)